# Păiușeni
Păiușeni – wieś w Rumunii, w okręgu Arad, w gminie Chisindia. W 2011 roku liczyła 381 mieszkańców. 